# Ляховские острова
Ля́ховские острова́ (якут. Ляхов арыылара) — группа островов на юге Новосибирского архипелага. Включает два крупных острова — Большой Ляховский и Малый Ляховский, один небольшой — Столбовой, а также два мелких (Затопляемый и Яя) и два бывших острова — Семёновская и Васильевская подводные банки (мелководья). Общая площадь островов — около 6100 км². Ляховские острова входят в состав охранной зоны Государственного природного заповедника «Усть-Ленский».
От материка острова отделяет пролив Дмитрия Лаптева, от другой группы Новосибирских островов — островов Анжу — пролив Санникова.
Рельеф равнинный. Высшая точка — гора Эмий-Тас на Большом Ляховском, высота 311 метров.
Открыты и исследованы в 1712 году Яковом Пермяковым и Меркурием Вагиным. Названы в честь якутского купца Ивана Ляхова, занимавшегося там промыслом мамонтовой кости.
В 2012 году на острове Малый Ляховский был найден мамонт с незамерзающей кровью.